# 9442 Beiligong
9442 Beiligong eller 1997 GQ27 är en asteroid i huvudbältet som upptäcktes den 2 april 1997 av Beijing Schmidt CCD Asteroid Program vid Xinglong-observatoriet. Den är uppkallad efter Beijings tekniska universitet.
Asteroiden har en diameter på ungefär 7 kilometer och den tillhör asteroidgruppen Eunomia.